# Villa Salvetti
Villa Salvetti è una delle ville storiche di Napoli; è locata nel quartiere di Barra.
L'antico edificio, già presente nella Mappa del Duca di Noja, non mostra rilevanti rimaneggiamenti: il suo aspetto è ancora prettamente settecentesco. La planimetria dei fabbricati è a forma di U, mentre l'esterno è caratterizzato dal portale e dalle finestre circondate da pregevoli riquadrature in stucco. La struttura, in tempi più recenti, è stata protagonista di vari interventi di restauro che tuttavia non hanno risolto tutti i problemi dell'edificio.
Le condizioni del giardino ancora conservato, non sono delle migliori, nonostante i vari interverti di pulizia, ed installazione di giostrine, da parte di C.A.B, un parco che potrebbecdare lustro al quartiere, insieme a le altte aree verdi del territorio tresano. La villa oggi è di proprietà del Comune di Napoli.